# Hieracium piliferum
Hieracium piliferum là một loài thực vật có hoa trong họ Cúc. Loài này được Hoppe mô tả khoa học đầu tiên năm 1799.